# Восточнофризский язык
Восточнофризский язык — один из североморских языков в составе западной подгруппы германских языков. Восточнофризский на сегодняшний день почти вымер. Сохранился только диалект — затерландский фризский в ольденбургском Затерланде. Как последний восточнофризский диалект он часто отождествляется сегодня с восточнофризским языком. Затерландский фризский защищён Европейской хартией региональных языков или языков меньшинств. Восточнофризский язык не следует путать с восточнофризским диалектом нижнесаксонского, который фактически заменил восточнофризский язык в Восточной Фризии. Этот диалект нижнесаксонского имеет сильные следы фризского субстрата, и в Германии обычно подразумевается именно он, когда говорят о «восточнофризском».

## Классификация
Вместе с западнофризским, а также аналогично находящимся под угрозой исчезновения севернофризским языком, восточнофризский язык образует группу фризских языков. Три фризских языка берут своё начало от древнефризского, но на протяжении нескольких веков развивались по отдельности. Следующий родственный язык — английский. В прошлом фризский и английский часто объединялись в англо-фризскую языковую группу. Сегодня иногда английский и фризский классифицируются вместе с нижненемецким (а иногда и нидерландским) как германские языки Северного моря. Генетически тесно связанный с фризскими языками, нижненемецкий язык со времени древнесаксонского получил другое развитие и утратил многие черты североморских языков.

## История

### Древневосточнофризский

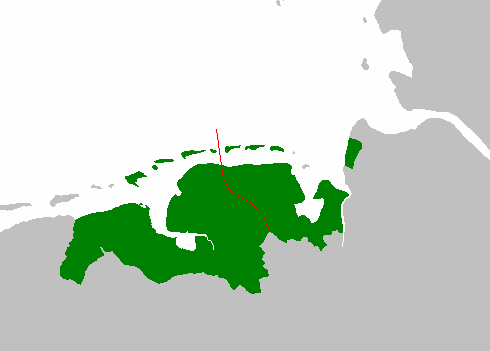
Условная область распространения древневосточнофризского языка. Красной линией показана граница между эмсским и везерским диалектами.

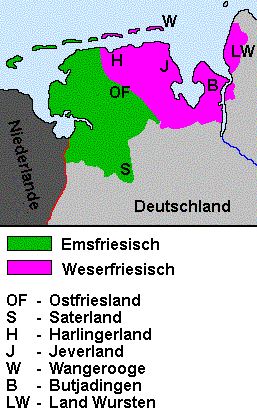
Распространение в прошлом восточнофризских диалектов на территории современной Нижней Саксонии

Уже в древнефризский период река Лауэрс в сегодняшних Нидерландах считалась границей между диалектами фризского языка. На сегодняшний день древнефризский язык известен по письменным свидетельствам примерно от 1200 до 1550 года. До того времени примерно от 500 года известно лишь несколько источников, таких как рунические надписи или отдельные слова в юридических документах, таких как Фризская правда Карла Великого. Но даже в этом законе проводится различие между областями по обеим сторонам Лауэрса. Это различие будет впоследствии отражено в диалектах.
Аналогичным образом, между VIII и XI веками на территории восточнофризского языка возникли две ветви: эмсский и везерский диалекты. На эмсском диалекте говорили примерно в Оммеландах, в Эмсиго и в Брокмерланде, то есть в большинстве областей сегодняшней провинции Гронинген, а также в западной части Восточнофризского полуострова. Позже сюда добавился Затерланд. В Рюстрингене и прилегающих районах, то есть в восточной части сегодняшнего Восточнофризского полуострова, в Бутъядингене, а затем и в Вурстене и в других позднее заселённых районах говорили на везерском диалекте. Как историческое свидетельство древневосточнофризского периода, вероятно, наиболее известна так называемая Брокмерская рукопись, старый свод законов из Брокмерланда.

### «Дефризификация»
Приблизительно между 1400 и 1550 годами фризский литературный язык был вытеснен нидерландским или нижненемецким литературным языком во всей Фрисландии между Вли и Везером, то есть как к западу, так и к востоку от Лауэрса. Этот переходный процесс к востоку от Лауэрса во фризской научной литературе обычно называют «дефризификацией». Однако из-за своей фризоцентричности этот термин часто подвергается критике, и вместо него выбирается такой термин, как «онемечивание». Однако к западу от Лауэрса фризский народный язык оставался в значительной степени незатронутым этим процессом.
Во фризских Оммеландах процесс «дефризификации» прослеживается очень рано, уже в первой четверти XV века здесь на нижненемецком языке, помимо прочего, были написаны консервативные в языковом смысле правовые тексты. Однако сегодня трудно понять, как произошел уход от древнефризского языка и переход на нижненемецкий язык. Зачастую фризский язык перемежался с нижненемецким вплоть до последней трети XV века, иногда до XVI века. Тем не менее, ни один диалект Оммеландов не просуществовал до нововосточнофризского периода. Вскоре после потери фризского языка фризы Оммеландов также утратили и свою фризскую идентичность в ходе образования провинции Гронинген.
В современной Восточной Фрисландии, то есть на территориях графства Восточная Фризия (с 1464 года) и позднее во фризских землях, принадлежащих Ольденбургу, «дефризификация» шла похожим образом, но медленнее, чем в Оммеландах. Из-за этого фризская идентичность осталась нетронутой. О причине этого можно только догадываться из-за ничтожного количества источников, но также здесь нужно исходить из того, что после отмены восточнофризского как письменного языка, он долгое время оставался языком народного общения в некоторых отдаленных районах, и частично сохранился до настоящего времени. Предположительно в XV веке сначала на нижненемецкий полностью перешли высшие сословия и города, а позже последовали крестьяне из сельской местности.

### Нововосточнофризский
Период нововосточнофризского наступил уже тогда, когда старый язык стал чем-то вроде исключения. Более ранние свидетельства употребления восточнофризского языка (отдельные слова и группы слов, особенно в микротопонимах) во всех районах Восточной Фрисландии можно найти в 3-томном сборнике восточнофризских документов, изданном Е. Фридлендером и Г. Мёльманном в 1447 году. В 1568 году в Хеппенсе умер Миннерт Фокен, последний пастор в Еверланде, проповедовавший на фризском; в Упганте в 1632 году Имел Агена написал фризскую свадебную поэму; в Харлингерланде в 1691 году иностранный пастор Йоханнес Кадовиус Мюллер описал в Memoriale linguae Frisicae в словарях и текстовых примерах ещё существовавший там, но уже находившийся под сильным нижненемецким влиянием фризский язык. В земле Вурстен к востоку от Везера список слов местного восточнофризского диалекта был записан в 1688 пастором Л. Вестингом.
В 1700 году восточнофризским, вероятно, владели лишь немногие пожилые люди в северо-восточной части Восточнофризского полуострова, особенно в Харлингерланде. Также по ту сторону Везера в достаточно сильно изолированном Вурстене местный диалект с 1720 года больше не передавался следующему поколению. К 1800 году фризский язык исчез настолько давно, что уже несколько десятилетий спустя лингвист Генрих Георг Эрентраут в Еверланде даже не смог уже найти осознание того, что когда-то здесь говорили на фризском языке.
Исключениями были только две ольденбургские общины Затерланд и Вангероге, в которых были ещё живы восточнофризские диалекты. Вангероге как обособленный ольденбургский остров в Северном море и Затерланд как труднодоступный остров в болотистой местности сохранили свой язык из-за уединённости. Штормовые приливы, тем не менее, решили судьбу вангерогского диалекта в 1854 году. После больших разрушений на острове большинство жителей острова переселились в Фарель и не вернулись позднее при новом заселении острова. Последний фриз, владевший вангерогским диалектом, умер в 1950 в Фареле (поселение Ной-Вангероге). Вместе с ним также вымерла вся группа везерских фризских диалектов. Таким образом, сегодня только лишь затерландский фризский остался жив.

## Сегодняшняя ситуация
Сегодня на восточнофризском языке говорят примерно 2000 человек, и только в Затерланде. В бывших фризоязычных областях можно ещё часто найти фризское наследие в восточнофризских именах и фамилиях, а также в географических наименованиях.